# Place des femmes dans l'agriculture
Les études concernant la place des femmes dans l'agriculture et le monde rural recensent leurs contributions dans le développement de l'agriculture et dans le maintien de pratiques vivrières et d'un environnement agricole durables. Ces études concernent la sociologie, l'anthropologie, et l'agronomie.

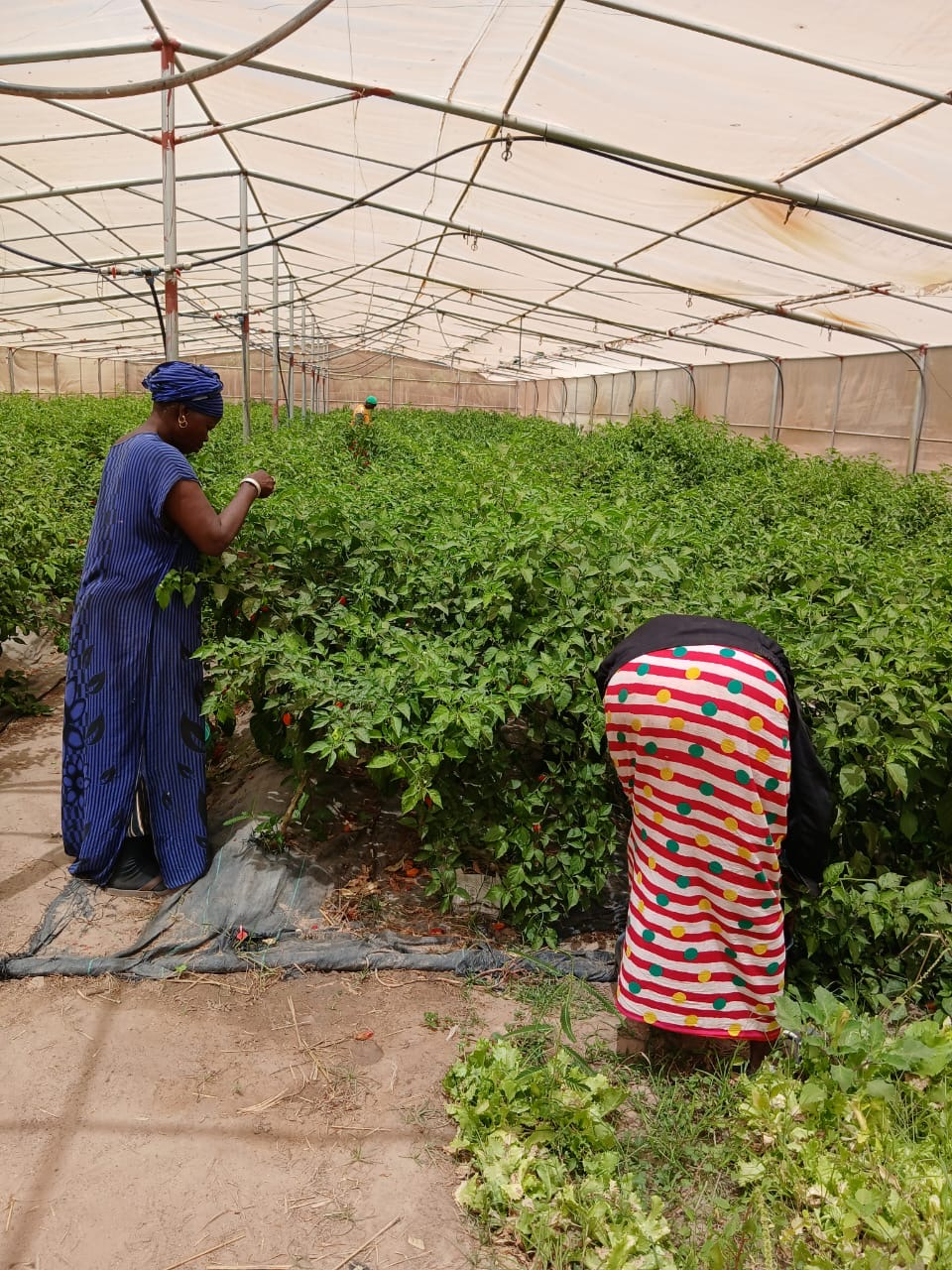
Place des femmes dans l'agriculture au Sénégal

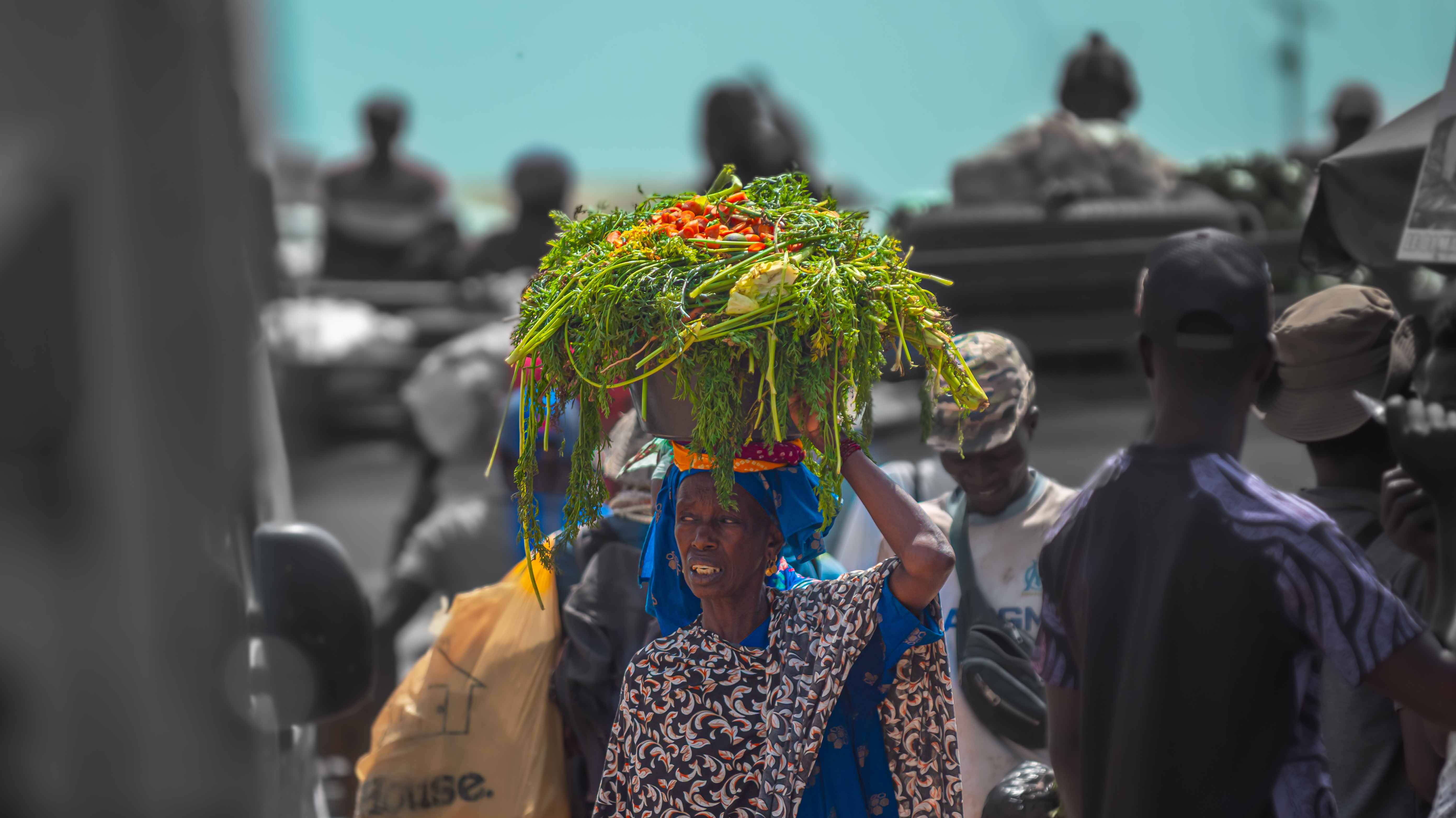
Grand-mère porte une bassine de légumes sur la tête au Sénégal

## Contexte
La répartition des rôles en fonction du genre dans l’agriculture est un sujet d’étude fréquent[réf. nécessaire] de la part des sociologues et des économistes agricoles. Les historiens les étudient également, car ils sont importants pour comprendre la structure sociale des sociétés agraires, voire industrielles[réf. nécessaire]. L’agriculture offre de nombreuses opportunités d’emploi et de moyens de subsistance dans le monde entier.
Les publications francophones interrogent peu le développement agricole en fonction de l'étude des genres et des relations femmes–hommes. À l'inverse, les travaux sur le genre étudient assez peu le développement agricole. Cependant, lorsqu'on définit le concept d’agriculture familiale il faut analyser ces rapports et ces liens sociaux.
Les femmes issues de minorités ethniques, de communautés rurales, continuent de se heurter à de nombreux obstacles lorsqu'elles tentent d'accéder aux nouvelles technologies et aux services agricoles. 

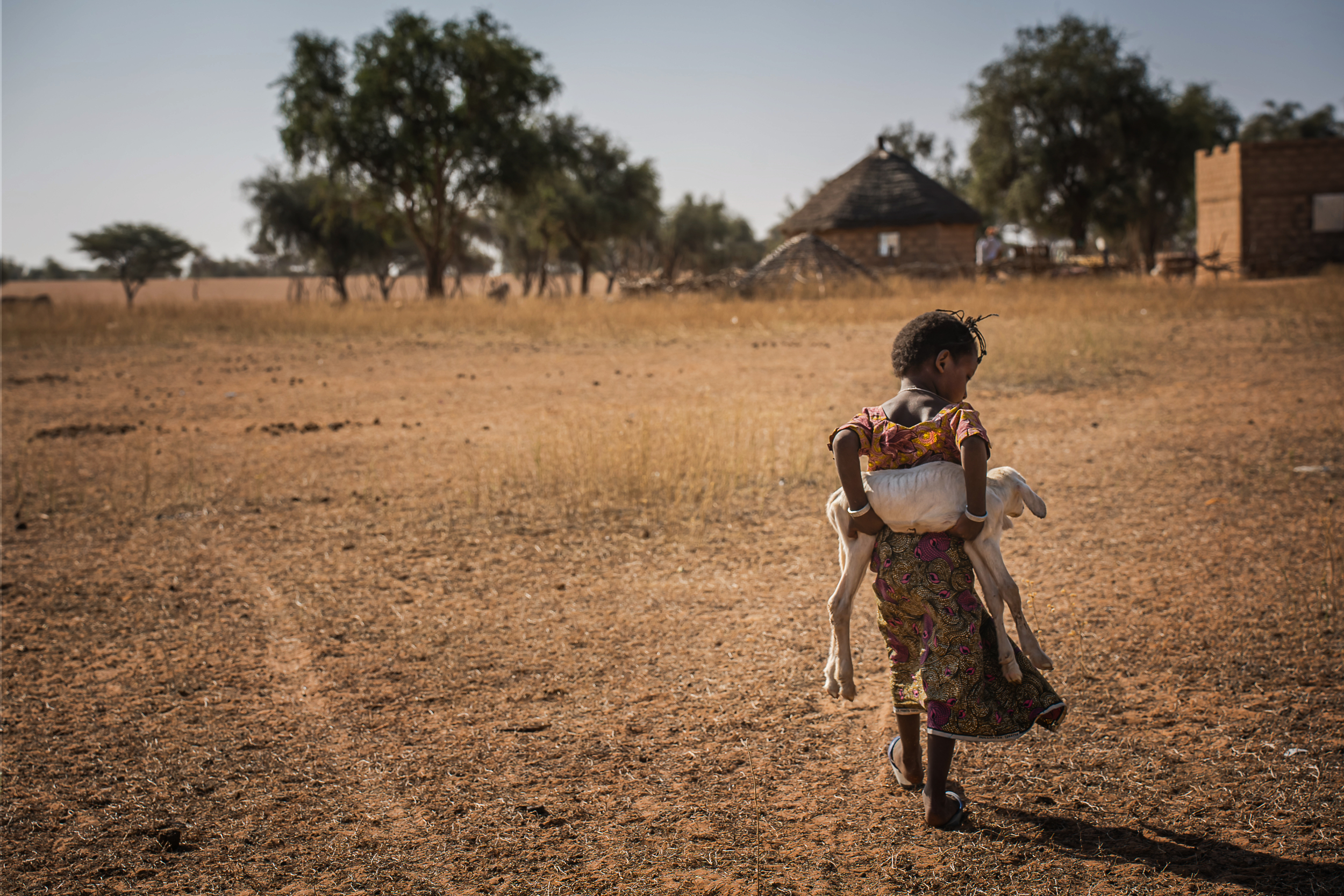
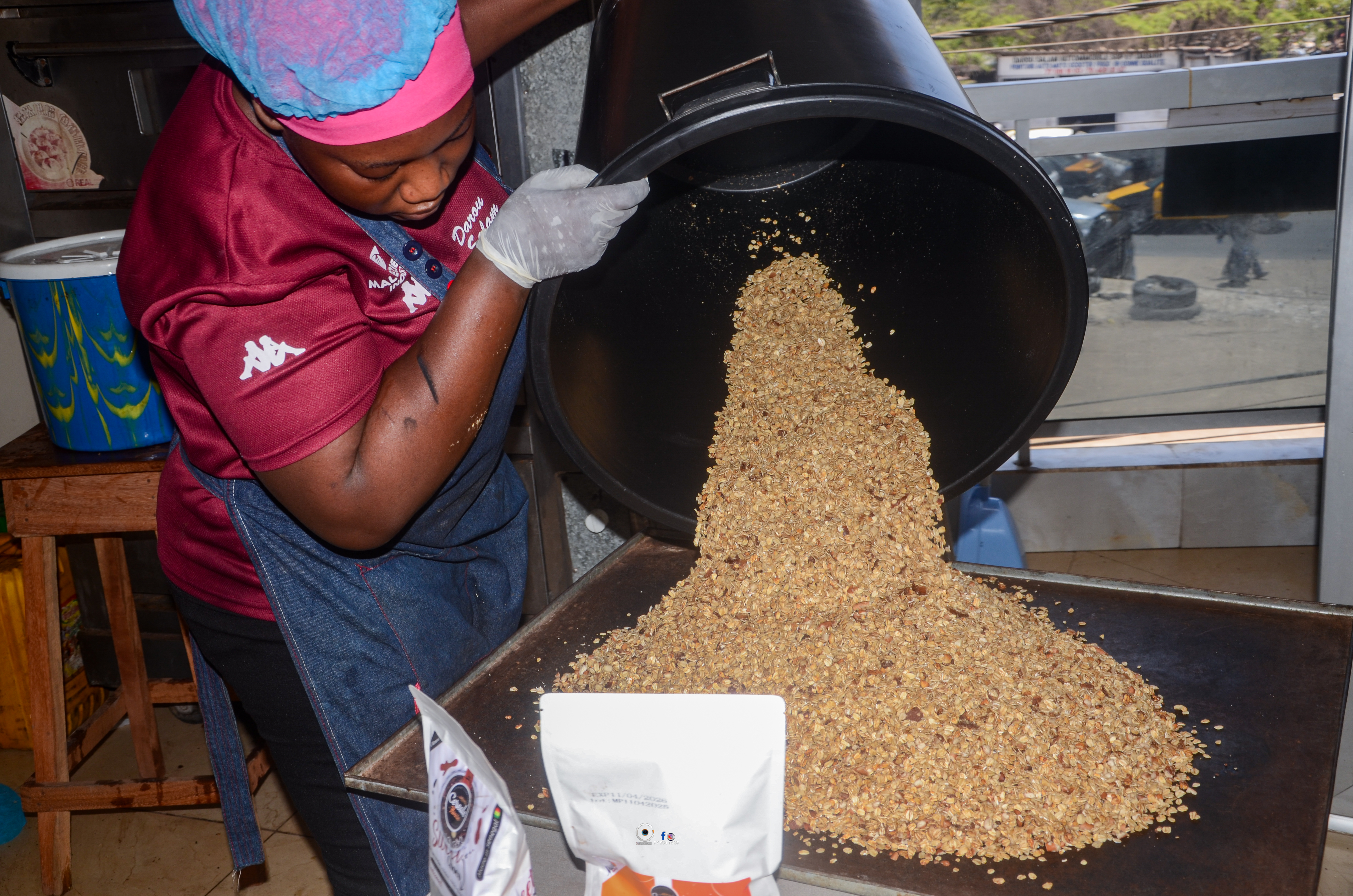

Parfois, elles ne sont pas impliquées dans les processus de prise de décision. La plupart du temps, ces obstacles trouvent leur origine dans des pratiques de discrimination qui peuvent fortement influencer l'indépendance des femmes,. De plus, plusieurs organisations telles que l'Organisation pour l'alimentation et l'agriculture (FAO) et des recherches indépendantes ont indiqué que l'augmentation de la mixité dans les prises de décisions des entreprises peut améliorer les conditions de production.
Les études de la FAO montrent que le travail des femmes est souvent moins rémunéré, avec parfois de faibles opportunités d'emploi rural en dehors de l'agriculture, une absence de choix. Certaines normes sociales peuvent empêcher les femmes d'accéder au statut d'entrepreneur.
Il existe des organisations à but non lucratifs, par exemple l'Union mondiale des femmes paysannes basée à Londres, dont le rôle est d'appuyer la parole des femmes du milieu rural auprès de l'ONU concernant par exemple l'inadéquation du matériel agricole et le développement de projets locaux.

## Rôle central dans l'agriculture traditionnelle et vivrière
Sur le continent américain, la vie en société varie d’une tribu à l’autre et d’une région à l’autre, mais certaines perspectives sont communes telles que le fait d'être mère et de créer un cadre de vie sain. Les femmes ont un rôle spirituel et social important, car elles transmettent des connaissances culturelles, et s'occupent de veiller sur les enfants et leurs proches. Parfois elles ont le statut de guérisseuses, bien que les hommes soient plus communément des chamanes, des chefs et des herboristes. Les femmes étaient souvent chargées de superviser les systèmes agricoles d'une tribu et étaient responsables de la récolte et de la culture des légumes et des plantes pour les autres membres de leur communauté. Les femmes tribales comme les Algonquiennes ont planté leurs champs méticuleusement et d'une manière qui préservait la durabilité des terres pour une utilisation future. Après avoir cultivé une parcelle de terre jusqu'à ce que le sol manque de nutriments pour continuer, les femmes étaient chargées de décider quand et où défricher de nouveaux champs, permettant ainsi aux champs utilisés de se régénérer. Les femmes des tribus Haudenosaunee contrôlaient souvent la distribution de la nourriture.

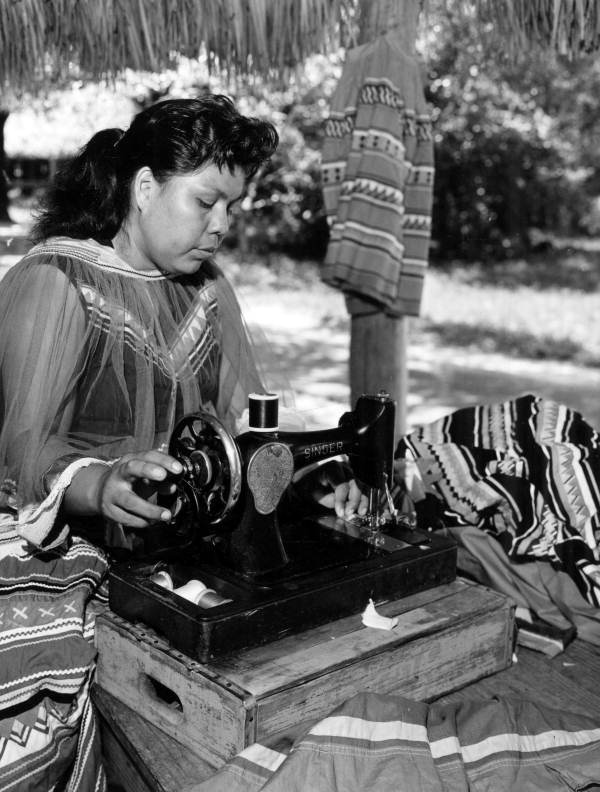
Couture (Séminoles)
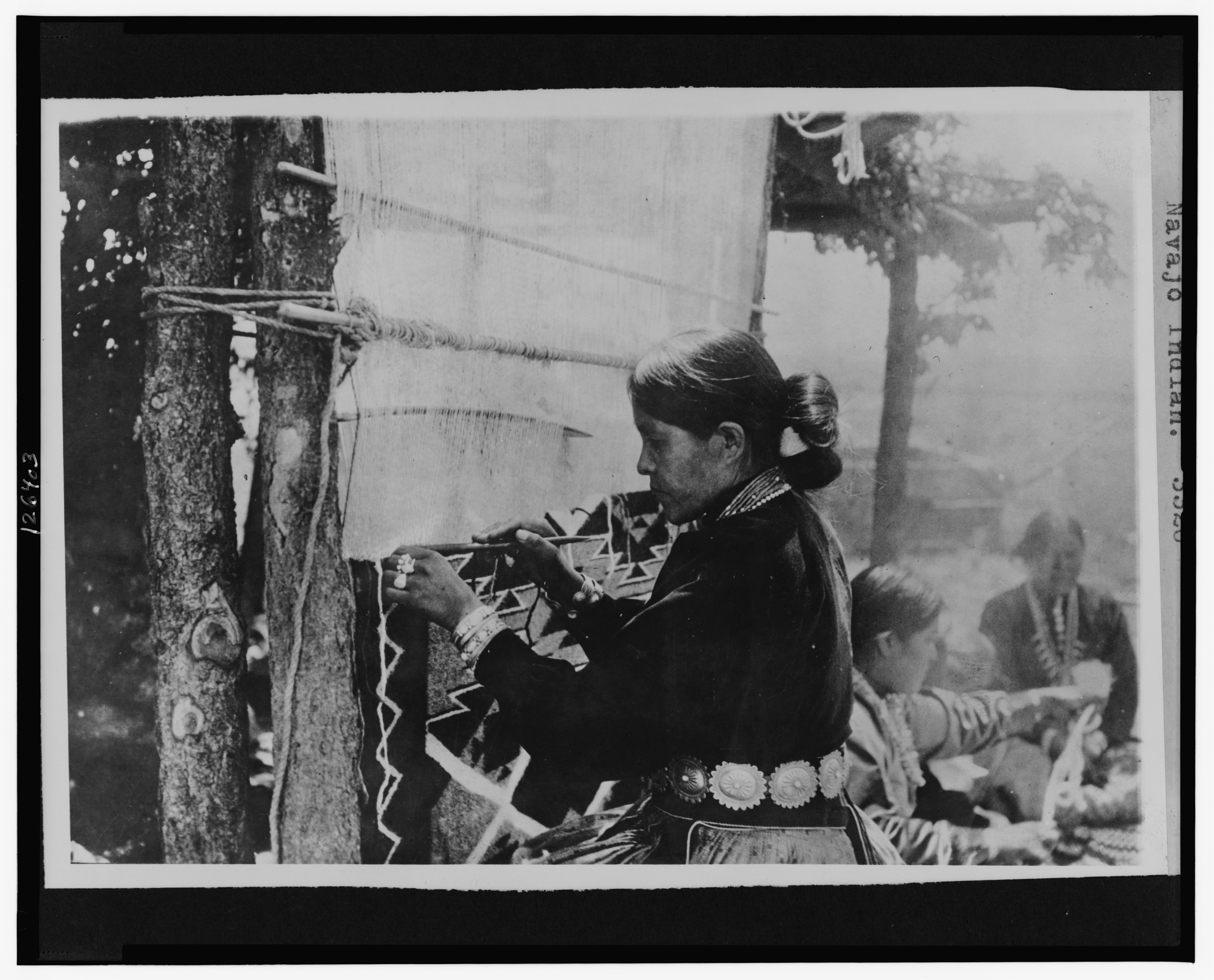
Tissage à partir de fibres végétales (Navajos, USA)
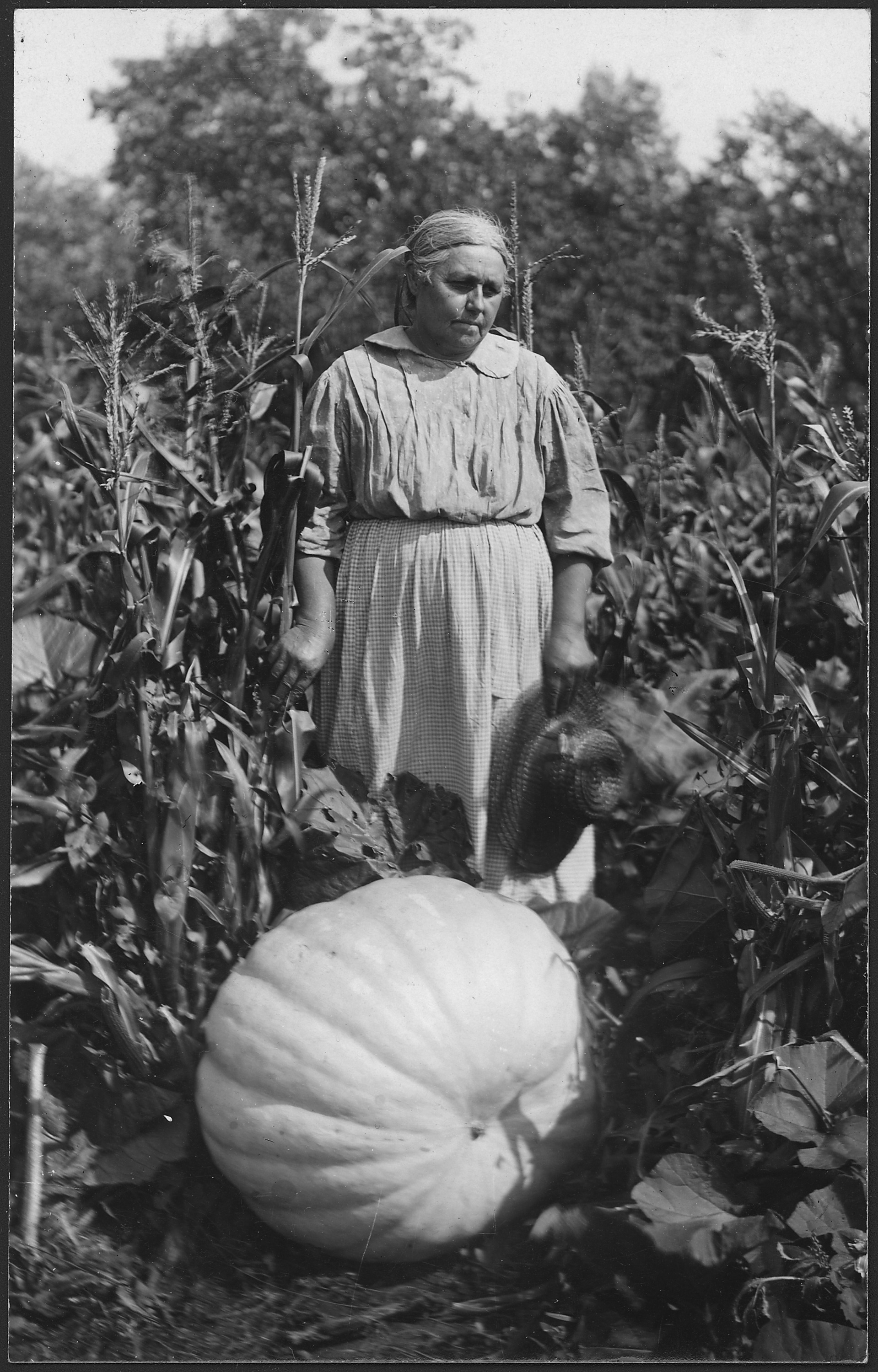
Récolte de courges (Cheyennes, USA)
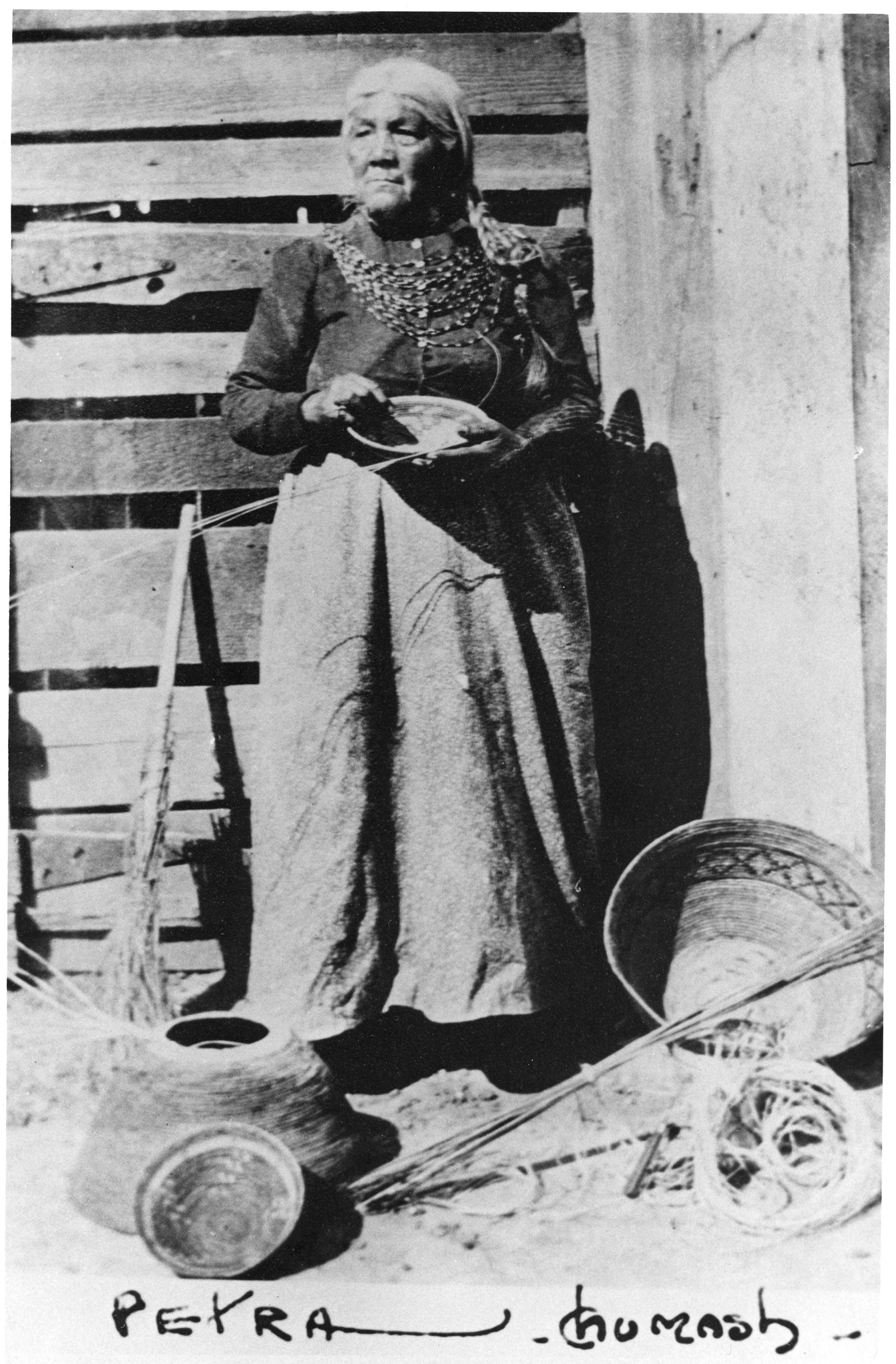
Vannerie (Chumash, USA)
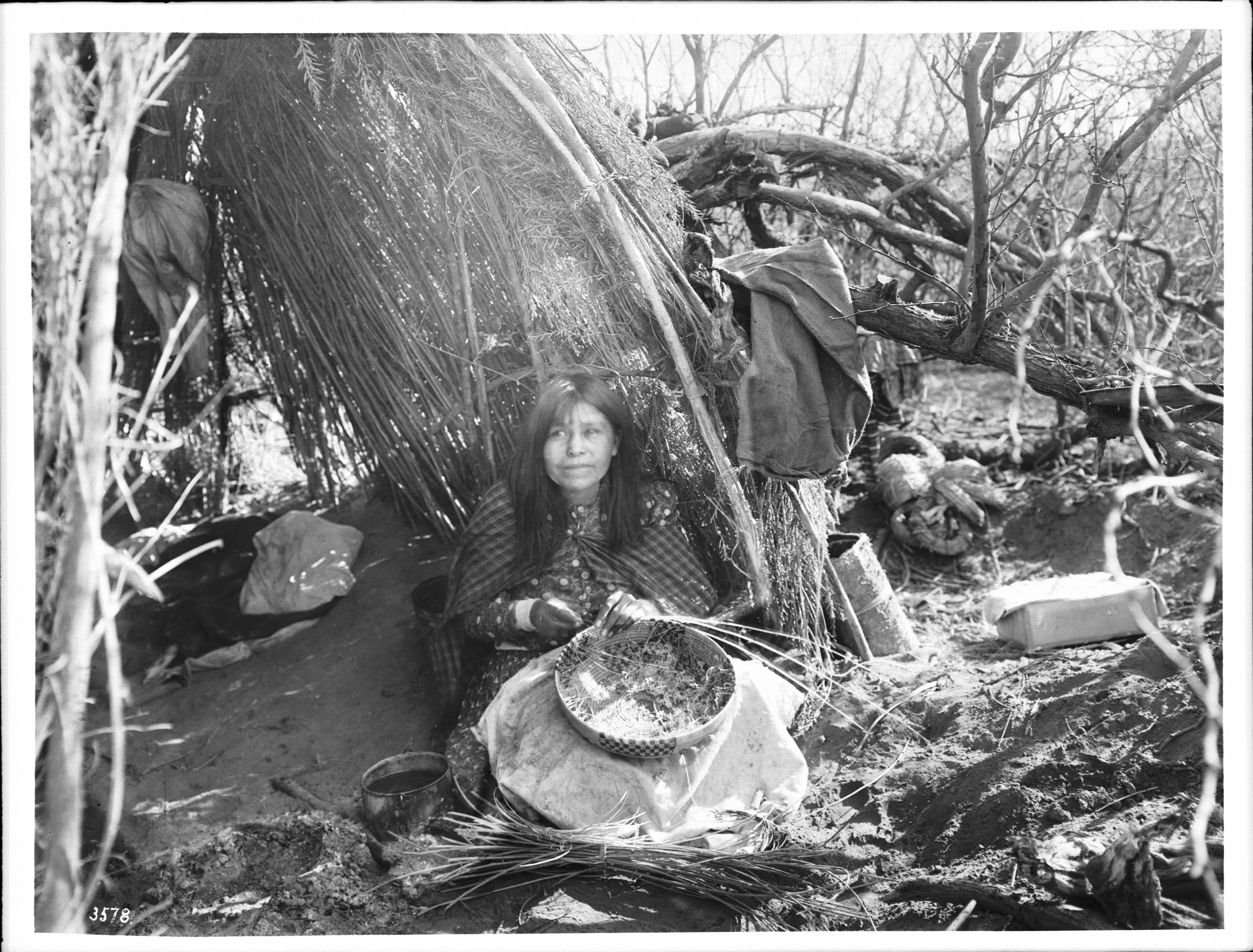
vannerie (Apaches)

Au Mexique, traditionnellement, les femmes sont responsables de l’ensemble du processus de fabrication des tortillas, depuis la culture du maïs jusqu’à la cuisson des tortillas, en passant par la réalisation de la farine, processus qui prend beaucoup de temps. Pour s'adapter au style de vie moderne, il est de plus en plus courant d'acheter des sacs de farine de tortilla ou même des tortillas préfabriquées sur les marchés locaux. Cette évolution des pratiques a un impact dans les communautés rurales, où la fabrication des tortillas a une grande importance dans les traditions et la culture. Question qui se pose aussi à propos du choix des cultures. Les cultures génétiquement modifiées sont plus faciles à cultiver, tandis que les femmes ont tendance à défendre des variétés de maïs local parce qu'il est plus nutritionnel et a meilleur goût,.

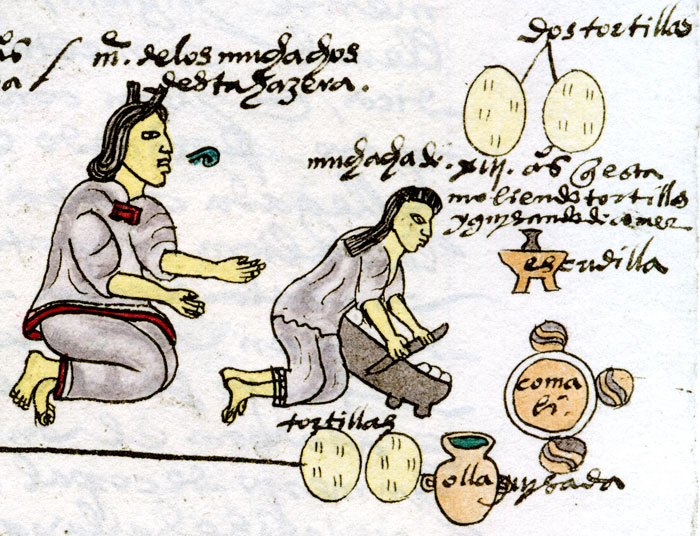
Codex Mendoza
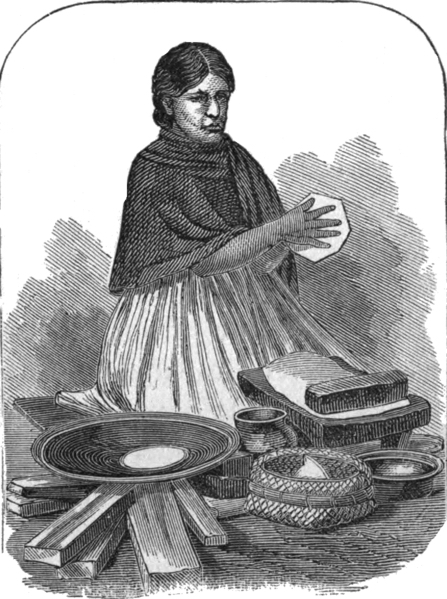
Fabrication de tortillas, 1870.
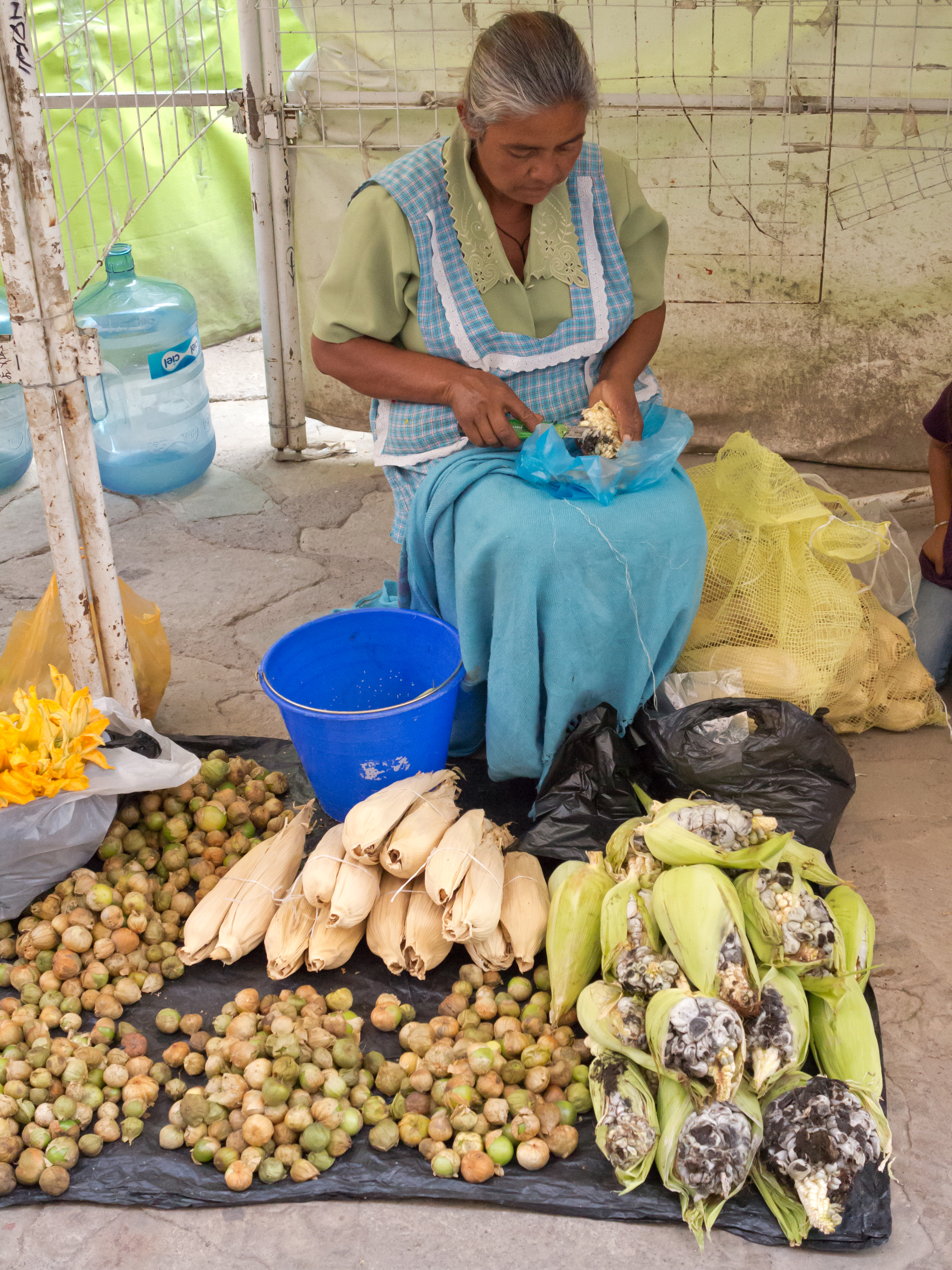
Marchande de légumes à Guanajuato.
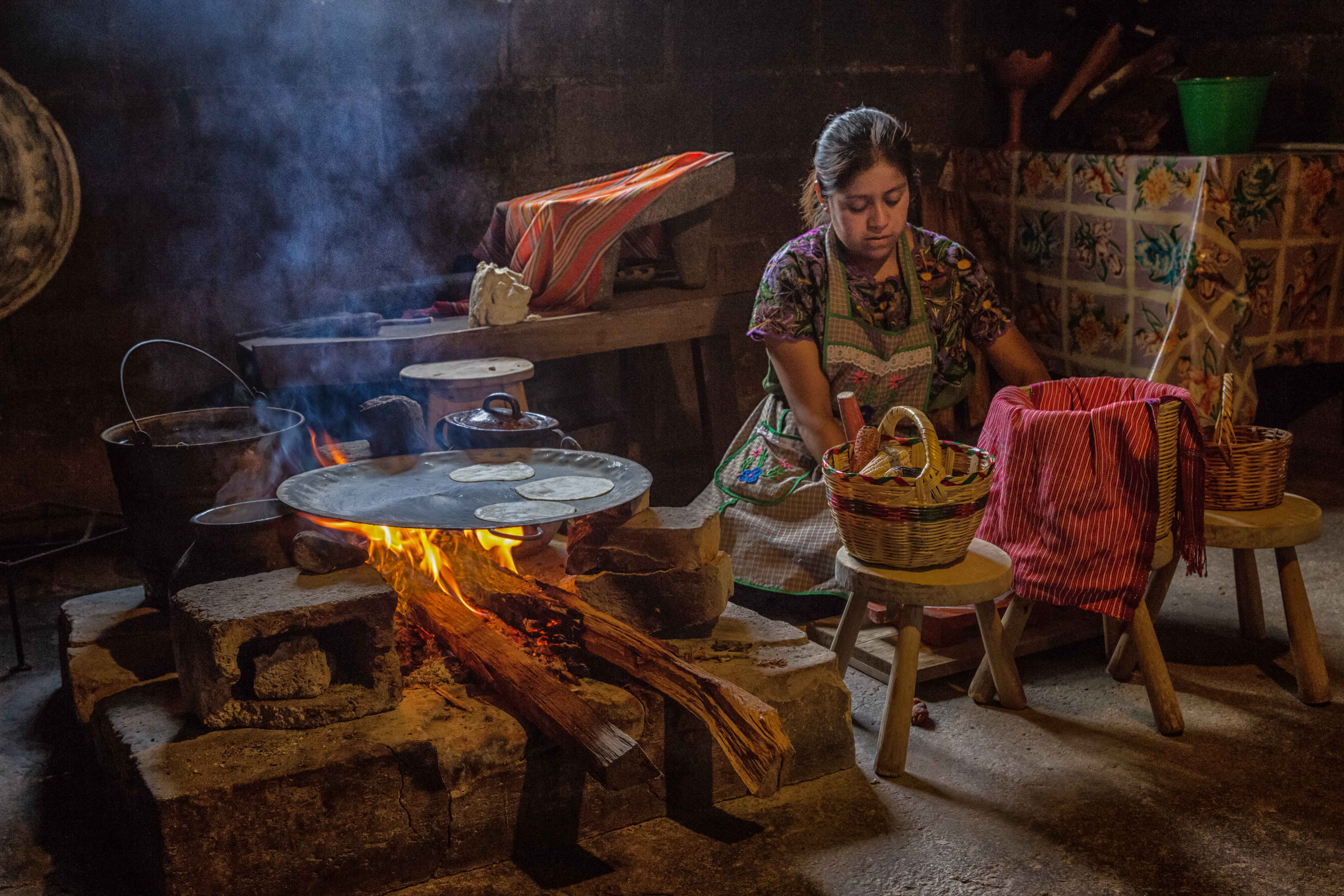
Préparation de tortilla au Chiapas.
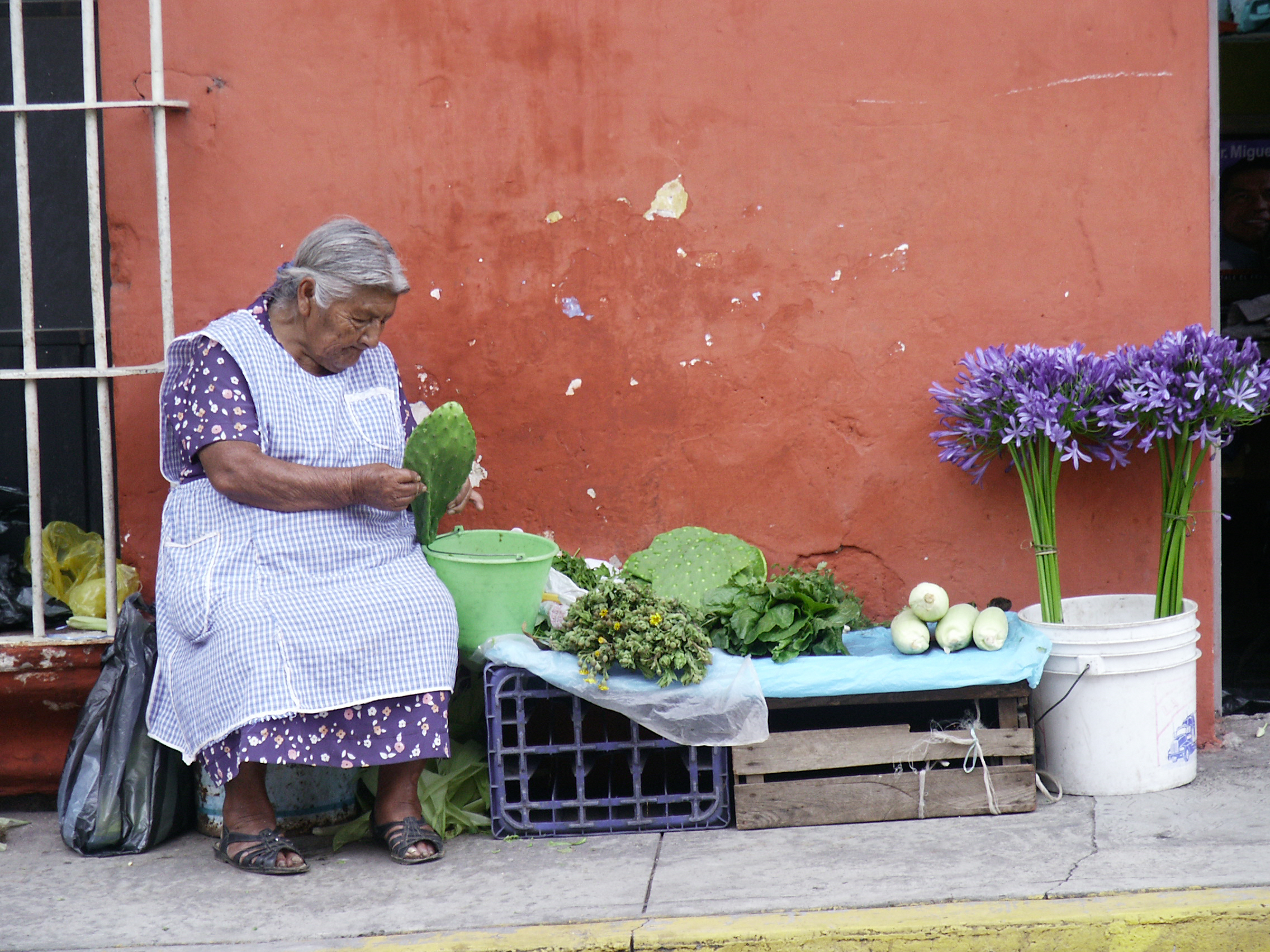
Marchande d'opuntia à Xalapa.

## Participation au développement agricole
Bien que, les femmes n'ont pas déposé de brevets en leur nom, beaucoup ont participé dans l'ombre au développement du machinisme agricole[réf. nécessaire]. On peut citer l'exemple de l'entreprise Huard. Jules Huard épouse Victorine Camus, dont les parents tiennent l’Hôtel de la Gerbe de blé, situé derrière la mairie de Châteaubriant. Cette union apporte des moyens financiers importants. En effet, chez Huard Frères, les tâches étaient réparties comme suit : Jules s’occupait du secteur fer et fonte, des combustibles et des moteurs. François du secteur menuiserie – le bois étant encore énormément employé dans la construction des outils agricoles. Victorine assurait la direction commerciale et Marie, la comptabilité.

## Reconnaissance de l'ONU
Depuis 2007, le 15 octobre représente la journée internationale des femmes rurales, suite à une décision de l’Assemblée générale des Nations unies. Cette journée permet de mettre en valeur le rôle des femmes dans le développement agricole et rural, notamment dans le rôle qui consiste à assurer la sécurité alimentaire et réduire la pauvreté en milieu rural.